# Eleições gerais no Reino Unido em 2019
As eleições gerais no Reino Unido em 2019 foi o pleito que elegeu o 58.º Parlamento do Reino Unido, acontecendo em 12 de dezembro de 2019. Cada um dos 650 distritos eleitorais elegeu um parlamentar (MP) à Câmara dos Comuns, a câmara baixa do Parlamento Britânico. A eleição, que só precisava ser realizada em 2022, foi convocada antecipadamente após decisão dos maiores partidos do país.
Durante toda a campanha, o Partido Conservador, liderado pelo incumbente primeiro-ministro Boris Johnson, apareceu com vantagem em primeiro lugar em praticamente todas as pesquisas de opinião. No dia da eleição, os Conservadores conquistaram 48 novos assentos, garantindo maioria absoluta no Parlamento, enquanto os Trabalhistas tiveram uma das suas piores performances eleitorais em décadas. Nessa eleição, a economia e, principalmente, o Brexit foram temas centrais na campanha de todos os partidos envolvidos.
Os Conservadores ganharam 365 assentos (48 destes novos, quando comparado ao pleito anterior dois anos antes), seu maior número e proporção desde 1987, e registraram sua maior parcela do voto popular desde 1979; muitos de seus ganhos foram feitos em assentos trabalhistas mantidos por muito tempo, apelidados de "muralha vermelha", que tinham votado fortemente para sair no referendo de 2016 sobre a adesão do Reino Unido à União Europeia. O Partido Trabalhista ganhou 202 assentos, seu menor número e proporção desde 1935. O Partido Nacional Escocês (SNP) fez um ganho líquido de 13 assentos com 45% dos votos na Escócia, ganhando 48 dos 59 assentos lá. Os Liberais Democratas melhoraram sua parcela de votos para 11,6%, mas ganharam apenas 11 assentos, uma perda líquida de um desde a última eleição. O DUP ganhou a maioria dos assentos na Irlanda do Norte. O Partido Social Democrata e Trabalhista e o Partido da Aliança da Irlanda do Norte recuperaram a representação parlamentar à medida que o DUP perdeu assentos.
O resultado da eleição deu a Johnson o mandato que ele buscava do eleitorado para implementar formalmente o "Dia da Saída do Retirada do Reino Unido da União Europeia" em 31 de janeiro de 2020 e revogar a Lei das Comunidades Europeias de 1972, acabando assim com as esperanças do movimento Permanecer e daqueles contrários ao Brexit. A derrota trabalhista levou Jeremy Corbyn a anunciar sua intenção de renunciar, desencadeando uma eleição para a liderança que foi vencida por Keir Starmer. Para a líder dos Liberais Democratas, Jo Swinson, a perda de seu assento no distrito eleitoral de East Dunbartonshire a desqualificou como líder do partido sob as regras da legenda, desencadeando uma eleição para a liderança, que foi vencida por Ed Davey. Jane Dodds, líder do partido no País de Gales, também foi desalojada em Brecon e Radnorshire. Na Irlanda do Norte, os parlamentares nacionalistas irlandeses superaram os unionistas pela primeira vez, embora o voto popular unionista permanecesse mais alto em 43,1%, e os sete deputados do Sinn Féin não ocuparam seus assentos devido à sua tradição de abstenção.
Esta foi a décima oitava e última eleição geral realizada durante o reinado da Rainha Isabel II, pois ela morreu três anos depois e foi sucedida por seu filho, Carlos III.

## Contexto
O Partido Conservador governa o Reino Unido desde as eleições gerais de 2010, quando David Cameron foi empossado como primeiro-ministro. Nas eleições de 2015, o partido conquistou uma maioria absoluta no parlamento, mantendo Cameron no poder. Em 2016, o país realizou um referendo sobre sua permanência na União Europeia, no qual a opção por retirar-se do bloco venceu por uma curta diferença, levando Cameron a renunciar ao cargo. Sua sucessora, a conservadora Theresa May, convocou eleições antecipadas em 2017 para aumentar sua maioria. No entanto, os conservadores perderam sua maioria absoluta na Câmara dos Comuns.
Incapaz de progredir com as negociações para a retirada dos britânicos da União Europeia (Brexit), May renunciou em maio de 2019. Em julho, Boris Johnson foi eleito líder do Partido Conservador e, consequentemente, primeiro-ministro. Johnson apresentou como maior bandeira de sua campanha tirar o Reino Unido da UE, "a qualquer custo", até 31 de outubro, com ou sem acordo. Após não conseguir reunir apoio parlamentar para sua agenda, Johnson passou a defender a convocação de eleições antecipadas.

## Processo eleitoral
No Reino Unido, a Câmara dos Comuns é a responsável por designar o primeiro-ministro, que atua como chefe de governo do país, escolhendo seu gabinete de ministros. A Câmara dos Comuns, uma das câmaras legislativas mais antigas do mundo, é formada por 650 membros do Parlamento (MP), que são eleitos através do voto distrital por pluralidade. Cada um dos quatro países do Reino Unido possui uma quantidade de distritos que varia conforme sua população: a Inglaterra elege 533 deputados, seguida por Escócia (59), País de Gales (40) e Irlanda do Norte (18).
O impasse em relação ao Brexit levou aos analistas a considerarem muito provável a convocação de eleições antecipadas. O primeiro-ministro Johnson tentou três vezes, todas sem sucesso, convocar novas eleições. A oposição resistiu à ideia até que o parlamento aprovou uma lei que impediu a retirada do país da UE sem um acordo. Em 29 de outubro, a Câmara dos Comuns aprovou por 438 votos a 20 a realização de eleições gerais em 12 de dezembro.
O voto é opcional, devendo os eleitores estarem inscritos no Registro Eleitoral. Entre os critérios para tanto, exige-se que os eleitores possuam 18 anos de idade no dia da votação, tenham se registrado para votar até 12 dias úteis antes da votação e serem cidadãos britânicos (ou norte-irlandeses). Em dezembro de 2018, o país contava com 45,8 milhões de eleitores, mas o número aumentou em 3,1 milhões entre a convocação da eleição, em outubro, até 26 de novembro de 2019, data-limite para poder votar nas eleições gerais.

## Campanha
O Partido Conservador e o Partido Trabalhista são os dois maiores partidos políticos; nas eleições gerais de 2017, ambos obtiveram juntos mais de 80% dos votos populares. Enquanto os conservadores representam o eleitorado mais identificado com a direita, os trabalhistas estão mais alinhados com a esquerda. Outros partidos relevantes para a política nacional são o Liberal Democrata, de centro, e o Nacional Escocês, um partido independentista de centro-esquerda que disputa as eleições apenas na Escócia, onde elegeu a grande maioria dos parlamentares em 2017. Além destes, apenas os partidos Verde e UKIP receberam mais de 1% dos votos nas eleições de 2017, mas nenhum deles elegeu bancada significativa.
No final de novembro, o Instituto de Estudos Fiscais divulgou sua análise dos manifestos apresentados pelos três maiores partidos. A análise do manifesto conservador concluiu que "essencialmente não havia nada de novo no manifesto", que havia "pouco em termos de mudanças nos impostos, gastos, assistência social ou qualquer outra coisa", e que eles já haviam prometido aumentar os gastos com saúde e educação durante seus governos. O manifesto trabalhista foi descrito como introduzindo "enormes mudanças econômicas e sociais" e aumentando o papel do Estado para seu maior nível nos últimos 40 anos. Em relação aos liberais-democratas, o instituto considerou que o manifesto revelado não é tão radical quanto o manifesto trabalhista e "um afastamento decisivo das políticas da década passada."

## Pesquisas de opinião
O gráfico abaixo mostra os resultados de pesquisas de opinião, em sua maioria apenas de eleitores na Grã-Bretanha, realizadas desde as eleições gerais de 2017 até a data da votação. A média móvel é calculada a partir das últimas 15 pesquisas.

Sondagem de opinião do Reino Unido para a eleição de 2019, incluindo as pesquisas que começaram em ou antes de junho de 2017. Conservadores, Trabalhistas, UKIP, Liberais Democratas, SNP, Verdes.

## Resultados
| Necessário para maioria: 326            |     |    |    |   |    |
| \| 365 \| 203 \| 48 \| 11 \| 8 \| 15 \| |     |    |    |   |    |
| 365                                     | 203 | 48 | 11 | 8 | 15 |

| Partido        | Partido                        | Partido | Líder                         | Votação popular | Votação popular | Assentos  | Assentos |
| Partido        | Partido                        | Partido | Líder                         | Votos           | %               | 2019      | +/-      |
| -------------- | ------------------------------ | ------- | ----------------------------- | --------------- | --------------- | --------- | -------- |
|                | Partido Conservador            | CON     | Boris Johnson                 | 13.966.454      | 43,63 / 100     | 365 / 650 | 48       |
|                | Partido Trabalhista            | LAB     | Jeremy Corbyn                 | 10.269.051      | 32,16 / 100     | 203 / 650 | 59       |
|                | Partido Nacional Escocês       | SNP     | Nicola Sturgeon               | 1.242.380       | 3,88 / 100      | 48 / 650  | 13       |
|                | Liberal Democratas             | LD      | Jo Swinson                    | 3.696.419       | 11,55 / 100     | 11 / 650  | 1        |
|                | Partido Unionista Democrático  | DUP     | Arlene Foster                 | 244.128         | 0,76 / 100      | 8 / 650   | 2        |
|                | Sinn Féin                      | SF      | Mary Lou McDonald             | 181.853         | 0,57 / 100      | 7 / 650   | Estável  |
|                | Plaid Cymru                    | PC      | Adam Price                    | 153.265         | 0,48 / 100      | 4 / 650   | Estável  |
|                | Social Democrata e Trabalhista | SDLP    | Colum Eastwood                | 118.737         | 0,37 / 100      | 2 / 650   | 2        |
|                | Partido Verde                  | GRN     | Siân Berry e Jonathan Bartley | 835.597         | 2,70 / 100      | 1 / 650   | Estável  |
|                | Partido da Aliança             | APNI    | Naomi Long                    | 134.115         | 0,42 / 100      | 1 / 650   | 1        |
|                | Partido Brexit                 | BP      | Nigel Farage                  | 642.323         | 2,01 / 100      | 0 / 650   | Estável  |
|                | Outros                         | Outros  | Outros                        | 470.842         | 1,47 / 100      | 0 / 650   | Estável  |
|                |                                |         |                               |                 |                 |           |          |
| Fonteː BBC.com |                                |         |                               |                 |                 |           |          |